# San Giorgio Maggiore
San Giorgio Maggiore (dosł. Święty Jerzy Większa) – wyspa Laguny Weneckiej na północy Morza Adriatyckiego, u wybrzeży Wenecji Euganejskiej.
San Giorgio Maggiore jest niewielką wyspą położoną naprzeciw Placu św. Marka w Wenecji. Od Giudecchi oddziela ją niewielki kanał Grazia. Z pozstałych stron oblewają ją wody Kanału Giudecchi, Basenu św. Marka, Kanału św. Marka. Na południe od wyspy otwiera się akwen Laguny Weneckiej. Wyspa stanowi część dzielnicy Sestiere di San Marco.

## Historia[1]
Od momentu założenia miasta wyspa San Giorgio Maggiore była własnością rodziny patrycjuszy weneckich Memmo. Nazywana była wówczas Isola Memmia.
Na przełomie VIII–IX w. na wyspie wzniesiono drewniany kościół pod wezwaniem św. Jerzego. Od tego czasu wenecjanie zaczęli nazywać ją Święty Jerzy Większa dla odróżnienia od położonej w Lagunie Weneckiej wyspy San Giorgio in Alga. W 982 doża Tribuno Memmo ofiarował ją benedyktynowi Giovanniemu Morosiniemu. Mnich ten zdecydował się na wybudowanie opactwa San Giorgio Maggiore, którego został pierwszym opatem.
O znaczeniu kulturowym i religijnym opactwa, które wzrastało z biegiem wieków, świadczy widoczna od strony Placu św. Marka fasada Bazyliki San Giorgio Maggiore według projektu Andrea Palladio. Podczas okupacji napoleońskiej opactwo uległo kasacie. Wyspę zamieniono na siedzibę garnizonu wojskowego. Funkcję tę wyspa pełniła również pod panowaniem Austro-Węgier oraz Królestwa Włoch. Po północnej stronie wyspy utworzono basen mający służyć jako przystań. Wyspa zaczęła służyć jako swego rodzaju wolna strefa ekonomiczna.
W 1800 na wyspie odbyły się konklawe i koronacja papieża Piusa VII.
W 1951 rząd włoski udostępnił budowle i teren na wyspie organizacji Fondazione Cini, która miała zająć się restauracją zabytków i udostępnieniem wyspy szeroko rozumianej publice. Wzniesiono wówczas amfiteatr – Teatro Verde, inaugurując go w 1954. Na wyspie otwarto również szkołę nurkowania Giorgio Cini.

## Zabytki
Do najważniejszych budowli na wyspie należą Opactwo San Giorgio Maggiore oraz Bazylika San Giorgio Maggiore.